# Avicii – I'm Tim
Avicii: I'm Tim (bra: Avicii: Meu Nome é Tim; prt: Avicii: Eu, Tim) é um documentário de 2024 sobre a vida do DJ sueco Avicii. O filme estreou no Festival de Tribeca em 9 de junho de 2024. Dirigido pelo cineasta sueco Henrik Burman e produzido por Björn Tjärnberg, o documentário traz entrevistas com Chris Martin, Nile Rodgers, David Guetta, entre outros.  O documentário foi lançado mundialmente pela Netflix no dia 31 de dezembro de 2024.

## Sinopse
Esta é a improvável história de Tim Bergling, um garoto tímido e inseguro que, sem perceber, criou um dos artistas mais amados do mundo – Avicii.
Por meio de filmes caseiros únicos e um vasto arquivo pessoal, acompanhamos Tim em uma jornada sinuosa pela vida – desde seu primeiro suspiro na maternidade em Estocolmo, em 1989, até o trágico desfecho em Omã, em 2018. Este é um filme no qual o próprio Tim é o narrador, compartilhando seu mundo interior de uma maneira nunca antes revelada. Através dele e de todos ao seu redor – família, colegas artistas e melhores amigos – conhecemos Tim, o garoto por trás de Avicii, pela primeira vez.

## Trama
A descrição do filme no Festival de Tribeca diz: "Antes de Avicii, havia apenas Tim. Pela primeira vez, através de suas próprias palavras, testemunhe a jornada de um talento musical tímido, mas prodigioso, que logo se tornaria um dos artistas mais importantes de sua geração."
De acordo com a Billboard, o filme incluirá "filmagens de arquivo nunca vistas antes e entrevistas com o próprio Avicii". Também contará com "material recém-produzido, com entrevistas de familiares, amigos e colegas de Avicii".

## Elenco
| Pessoa                   | Papel     | Filmagem usada                  |
| ------------------------ | --------- | ------------------------------- |
| Tim Bergling             | Ele mesmo | Imagens de arquivo              |
| Chris Martin             | Ele mesmo | Entrevista, filmagem de estúdio |
| Aloe Blacc               | Ele mesmo | Entrevista, filmagem de estúdio |
| David Guetta             | Ele mesmo | Entrevista, filmagem de estúdio |
| Nile Rodgers             | Ele mesmo | Entrevista, filmagem de estúdio |
| Arash Pournouri          | Ele mesmo | Entrevista, filmagem de estúdio |
| Dan Tyminski             | Ele mesmo | Entrevista, filmagem de estúdio |
| Mike Einziger            | Ele mesmo | Entrevista, filmagem de estúdio |
| Joe Janiak               | Ele mesmo | Entrevista, filmagem de estúdio |
| Carl Falk                | Ele mesmo | Entrevista, filmagem de estúdio |
| Audra Mae                | Ela mesma | Entrevista, filmagem de estúdio |
| Filip "Philgood" Åkesson | Ele mesmo | Entrevista, filmagem de estúdio |
| Jessie Waits             | Ele mesmo | Entrevista                      |
| Klas Bergling            | Ele mesmo | Entrevista                      |
| Anki Lidén               | Ela mesma | Entrevista                      |
| Niel Jacobson            | Ele mesmo | Entrevista, filmagem de estúdio |
| Salem Al Fakir           | Ele mesmo | Entrevista, filmagem de estúdio |
| Vincent Pontare          | Ele mesmo | Entrevista, filmagem de estúdio |
| Katie Bain               | Ela mesma | Entrevista                      |
| Per Sundin               | Ele mesmo | Entrevista                      |
| Johnny Tennander         | Ele mesmo | Entrevista                      |
| Christer Thordson        | Ele mesmo | Entrevista                      |

### Participações/Aparições especiais
Alesso, Alex Ebert, Aluna Francis, Ann-Marie Calhoun, Carl Vernersson, Deadmau5, Dhani Lennevald, Fredrik Boberg, Joakim Berg, Jon Bon Jovi, Jose Pasillas, Juicy J, Lucas Thunberg Wessel, Madonna, Mike Posner, Otto Knows, Rachel Aggs, Rihanna, Sandro Cavazza, Sean Eriksson, Sebastian Ingrosso, Semi Badreddine, Steve Aoki, Tiësto, Wyclef Jean

## Lançamento

Pôster do documentário no Festival de Tribeca

O documentário foi originalmente anunciado pelo espólio de Avicii em setembro de 2021, com lançamento previsto para 2023. A produção do filme começou em 2019. O diretor Henrik Burman comentou sobre o filme: "Meu objetivo é oferecer uma perspectiva honesta e nova tanto sobre o artista Avicii quanto sobre a vida de Tim. Quero que este seja um filme que surpreenda o público e desafie a imagem pública do maior artista internacional da Suécia hoje em dia, e, ao fazer isso, também ilumine o significado que sua música teve para tantas pessoas."
A data de lançamento foi anunciada no perfil de Avicii no Instagram em abril de 2024. Em 9 de junho de 2024 o documentário foi exibido no Festival de Cinema de Tribeca.
Em 6 de novembro de 2024 o documentário foi exibido no Festival de Cinema de Estocolmo.
O documentário foi mundialmente lançado pela Netflix no dia 31 de dezembro de 2024.
Foi lançado juntamente com gravações da última apresentação ao vivo de Avicii que ocorreu em 28 de agosto de 2016 no Ushuaïa Ibiza Beach Hotel.

## Trilha sonora
| - Death Bed — Dan Romer & Ben Zeitlin - Silhouettes — Avicii - Circles — Incubus - Your Cheatin' Heart — Ray Charles - Fade Into Darkness (Instrumental Club Remix) — Avicii - Fade Into Darkness (Albin Mayers Remix) — Albin Myers - Wake Me Up — Avicii, Aloe Blacc - Green River — Creedence Clearwater Revival - Without You — Avicii, Sandro Cavazza - Boten Anna — Basshunter - Bromance — Tim Berg - Hey Brother — Avicii, Dan Tyminski - Dukkha — Avicii - I Got A Name — Jim Croce - Rich Girl — Daryl Hall & John Oates - Somewhere In Stockholm — Avicii - Hustlin' — Rick Boss - Feeling Good — Avicii - Peace Of Mind — Avicii, Vargas & Lagola - Waiting For Love — Avicii | - God Yu Tekem Leaf Blong Mi — Hanszimmer, Gavin Greenaway - Fade (Avicii 2009 remix) — Solu Music, Kimblee - Lise — Arno Cost - As The Earth Kissed The Moon — Michael Stearns - What Does It Take — Miljon - Gonna Love Ya — Avicii - The Otherside — Cam - New New News (Avicii Meets Yellow Remix) — Bob Sinclair, Queen Ifrica & Makedah - Here We Go — Hard Rock Sofa, Swanky Tunes - Fades Away — Avicii, Nonnie Bao - The Tunnel — Cirez D, Erick Prydz - For A Better Day — Avicii, Alex Ebert - SOS — Avicii, Aloe Blacc - Alcoholic — Tim Berg - Black & Blue — Avicii, Aloe Blacc - Levels — Avicii - Good Times — Chic - Addicted To You — Avicii - A Sky Full Of Stars — Coldplay |

## Prêmios e indicações
O filme foi indicado na categoria de Melhor Documentário Internacional no Festival Internacional de Cinema de Estocolmo em novembro de 2024 e venceu o Prêmio Guldbagge na categoria de Melhor Edição em janeiro de 2025.
| Ano  | Premiação               | Categoria           | Resultado | Ref    |
| ---- | ----------------------- | ------------------- | --------- | ------ |
| 2024 | Stockholm Film Festival | Melhor Documentário | Indicado  | [ 16 ] |
| 2024 | Guldbagge Award         | Best Editing        | Venceu    | [ 17 ] |